# Total Pop! The First 40 Hits
Albums de Erasure
Pop! Remixed
(2009) Tomorrow's World
(2011)
Singles
Total Pop! The First 40 Hits est le titre d'une compilation du groupe britannique Erasure parue le 23 février 2009 au Royaume-Uni, le 7 avril 2009 en Amérique du Nord et en Argentine, ainsi que le 1er mai 2009 en Allemagne ,; elle n'a pas bénéficié d'une sortie commerciale en France.
Cette compilation rassemble les 40 premiers singles d'Erasure sortis depuis la formation du groupe, en 1985, jusqu'à 2009. Il y manque cependant les deux singles "Boy" (paru en 2006) ainsi que le remix 2003 d'"Oh l'Amour".
Ces deux exceptions mises à part, cette compilation reprend et poursuit le schéma chronologique de la toute première compilation du groupe, Pop! The First 20 Hits, qui était parue en 1992, en y ajoutant les 20 singles de la compilation Pop 2! The Second 20 Hits (2009) couvrant la période allant de 1994 à 2009 ; l'ensemble des titres des deux périodes ayant été remasterisés.
Total Pop! The First 40 Hits est donc la compilation d'Erasure la plus complète parue à ce jour (2019), en dépit de deux autres compilations parues depuis lors. Elle se décline en trois éditions, : 
- une édition standard en double-CD qui contient les 40 hits du groupe en version single, présentés de façon chronologique.
- une édition "deluxe" sous forme de longbox cartonné qui inclut :

1. le double-CD de l'édition classique.
2. un troisième CD d'extraits de divers concerts, enregistrés entre 1987 et 2007.
3. un DVD comprenant une sélection de plateaux TV du groupe filmés à la BBC entre 1986 et 2005. Ces séquences sont à différencier des vidéo-clips qui restent l'exclusivité du DVD Hits! The Videos, paru en 2003.
4. un livret de 76 pages contenant une biographie du groupe (en anglais), de nombreuses photos inédites ainsi qu'une interview exclusive.

- une version numérique de la compilation est également téléchargeable avec trois singles supplémentaires, dont deux absents des versions physiques (All This Time still Falling out of Love et Boy).

Un pack gratuit de quatre morceaux bonus inédits (intitulé Pop! Treasure) fut proposé au Royaume-Uni aux personnes ayant pré-commandé la compilation avant sa sortie officielle.
La sortie de cette compilation fut précédée, le 9 février 2009, par un album entièrement constitué de remixs et intitulé Pop! Remixed.
Durant les mois de février et mars 2010, la chanson Always connut un brusque regain de popularité sur internet en servant de thème musical au jeu vidéo gratuit en ligne Robot Unicorn Attack, sorti en février 2010. La version d'Always utilisée dans ce jeu est le "2009 Mix" que l'on trouve en dernière plage du 2nd CD de cette compilation, ainsi que sur l'album de remixes Pop! Remixed.
En été 2011, soit deux années après la sortie de cette compilation, le duo Erasure effectue finalement une tournée internationale afin de la promouvoir (le "Total Pop! Tour"), tout en préparant la sortie de l'album studio suivant, Tomorrow's World.

## Classement parmi les ventes d'albums
| Pays        | Meilleure position |
| ----------- | ------------------ |
| Argentine   | 12                 |
| Royaume-Uni | 21                 |

## Détail des plages
Tous les titres sont composés par Vince Clarke et Andy Bell, sauf indications contraires.

### Pop! (CD1)
1. Who Needs Love Like That (Vince Clarke)
2. Heavenly Action
3. Oh L'Amour
4. Sometimes
5. It Doesn't Have To Be
6. Victim Of Love
7. The Circus
8. Ship Of Fools
9. Chains Of Love
10. A Little Respect
11. Stop!
12. Drama!
13. You Surround Me
14. Blue Savannah
15. Star
16. Chorus
17. Love To Hate You
18. Am I Right?
19. Breath Of Life
20. Take A Chance On Me (ABBA : Benny Andersson/Björn Ulvaeus)
21. Who Needs Love Like That (Hamburg mix) (Vince Clarke)

### Pop 2! (CD2)
1. Always
2. Run To The Sun
3. I Love Saturday
4. Stay With Me
5. Fingers & Thumbs (Cold Summer's Day)
6. Rock Me Gently
7. In My Arms
8. Don't Say Your Love Is Killing Me
9. Rain (Al Stone Mix)
10. Freedom
11. Moon & The Sky (Jason Creasey's Heaven Scent radio re-work)
12. Solsbury Hill (Peter Gabriel)
13. Make Me Smile (Come Up And See Me) (Steve Harley)
14. Breathe
15. Don't Say You Love Me
16. Here I Go Impossible Again
17. I Could Fall In Love With You
18. Sunday Girl
19. Storm In A Teacup
20. Always (2009 Mix)

### Erasure Live1987-2007(CD3, édition "deluxe" uniquement)
1. Spiralling (The Circus Tour) 1987
2. The Hardest Part (The Innocents Tour) 1988
3. Drama! (The Wild! Tour) 1989
4. Knocking On Your Door (The Wild! Tour) 1989
5. Push Me Shove Me (Milton Keynes Bowl) 1990
6. Voulez-Vous (Phantasmagorical Tour) 1992, (ABBA : Benny Andersson/Björn Ulvaeus)
7. Am I Right? (Phantasmagorical Tour) 1992
8. Heart Of Stone (Phantasmagorical Tour) 1992
9. Who Needs Love Like That (The Tiny Tour) 1996
10. Rain (Cowboy Tour) 1997
11. Everybody's Got to Learn Sometime (Sanctuary The EIS Christmas Concert) 2002 (James Warren)
12. Piano Song (The Other Tour) 2003
13. Hideaway (The Erasure Show) 2005
14. Breathe (The Acoustic Tour) 2006
15. Oh L'Amour (Light at the End of the World Tour) 2007

 Note : Bien qu'enregistrés en divers endroits et à des dates très différentes, ces extraits sont ici enchaînés en seul tenant, grâce aux applaudissements et aux bruits de foule, de façon à donner l'illusion d'un seul et même concert. Néanmoins, une oreille avertie remarquera que les ambiances et les textures sonores varient fortement d'un morceau à l'autre.

### Erasure at theBBC1986-2005(DVD, édition "deluxe" uniquement)
Ce DVD n'est pas zoné (ou "zone 0") et est encodé en NTSC pour l'édition européenne, comme pour l'édition américaine. Le son est en stéréo simple 2.0, voire en mono pour certaines séquences de la fin des années 1980. L'image garde le ratio 4/3 d'origine, sauf pour les séquences plus récentes des années 2000, pour lesquelles l'image est en 16/9.
1. Sometimes (Top of the Pops) 4 décembre 1986
2. It Doesn't Have To Be (The Tom O'Connor Roadshow) 2 mars 1987
3. Victim Of Love (Daytime Live) 22 octobre 1987
4. The Circus (Daytime Live) 22 octobre 1987
5. Ship Of Fools (Wogan) 26 février 1988
6. Chains Of Love (Top of the Pops) 16 juin 1988
7. A Little Respect (Going Live!) 15 octobre 1988
8. Stop! (Top of the Pops) 15 décembre 1988
9. Chorus (Wogan) 28 juin 1991
10. Love To Hate You (Top of the Pops) 3 octobre 1991
11. Am I Right? (Top of the Pops) 5 décembre 1991
12. Breath Of Life (Top of the Pops) 26 mars 1992
13. Who Needs Love Like That (Top of the Pops) 29 octobre 1992
14. Always (Top of the Pops) 7 avril 1994
15. Run To The Sun (Top of the Pops) 28 juillet 1994
16. I Love Saturday (Smash Hits Poll Winner's Party) 4 décembre 1994
17. Stay With Me (Pebble Mill) 30 novembre 1995
18. Fingers & Thumbs (Cold Summer's Day) (Pebble Mill) 30 novembre 1995
19. Don't Say Your Love Is Killing Me (Top of the Pops) 7 mars 1997
20. Solsbury Hill (Top of the Pops) 17 janvier 2003
21. Breathe (Top of the Pops) 14 janvier 2005

BONUS 
1. Top of the Pops 2 Special (Top of the Pops 2) 9 avril 2003

Breath Of Life
Sometimes
Love To Hate You
You've Lost That Lovin' Feelin' (Phil Spector, Barry Mann, Cynthia Weil)
A Little Respect
Make Me Smile (Come Up And See Me) (Steve Harley)
1. Sometimes (The Tom O'Connor Roadshow) 2 mars 1987
2. How Many Times ? (The Late Show) 18 octobre 1989
3. Miracle (Later... with Jools Holland) 21 mai 1994
4. Because You're So Sweet (Later... with Jools Holland) 21 mai 1994

BONUS caché :
1. le vidéo-clip 2003 d'Oh l'Amour

 Note : Ces séquences télévisuelles ne doivent pas êtres confondues avec les vidéo-clips qui restent l'exclusivité du DVD Hits! The Videos (2003). 
Étant, pour la majorité d'entre elles, interprétées en play-back, (comme la plupart des prestations de l'émission Top of the Pops), elles ne peuvent pas davantage être intégrées à la vidéographie live d'Erasure.

### Pop 2! (version numérique seulement proposée autéléchargement)
1. Always
2. Run To The Sun
3. I Love Saturday
4. Stay With Me
5. Fingers & Thumbs (Cold Summer's Day)
6. Rock Me Gently
7. In My Arms
8. Don't Say Your Love Is Killing Me
9. Rain (Al Stone Mix)
10. Freedom
11. Moon & The Sky (Jason Creasey's Heaven Scent radio re-work)
12. Solsbury Hill (Peter Gabriel)
13. Make Me Smile (Come Up And See Me) (Steve Harley)
14. Breathe
15. Don't Say You Love Me
16. Here I Go Impossible Again
17. I Could Fall In Love With You
18. Sunday Girl
19. Storm In A Teacup
20. Always" (2009 Mix)
21. Oh L'amour (August Mix)
22. Boy (Acoustic)
23. All This Time Still Falling Out Of Love